# Commicarpus macrothamnus
Commicarpus macrothamnus, biljna vrsta iz porodice noćurkovki. Jedna od dviju vrsta u rodu Commicarpus koje su otkrivene na terenskim putovanjima 2013. i 2014. godine na planinama Lele u istočnoj Etiopiji, druga vrsta je Commicarpus leleensis Friis & Sebsebe.
C. macrothamnus je grm ili maleno stablo koje naraste do 3,5 metara visine, s drvenastom stabljkom od 12 cm u promjeru. Zbog ograničenohg staništa ima status osjetljive vrste.

## Vanjske poveznice
- ResearchGate 2019
- 2000 new plant discoveries in past year